# ENVI-met

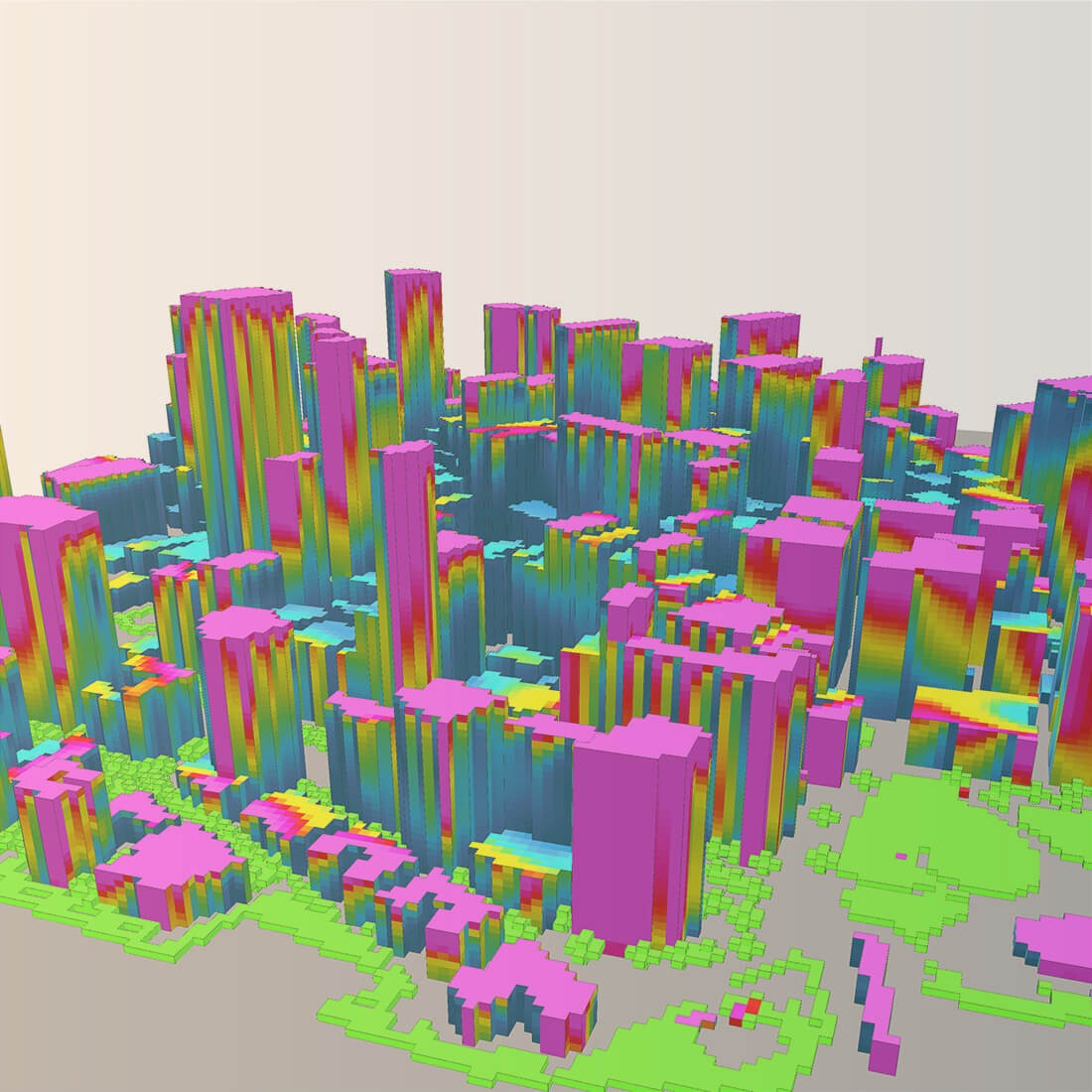
Simulation von Fassadentemperaturen und Windgeschwindigkeitsmustern

ENVI-met ist ein mikroskaliges dreidimensionales Software-Modell zur Simulation komplexer städtischer Umgebungen, das auf den grundlegenden Gesetzen Strömungsmechanik (Windfeld), der Thermodynamik (Temperaturberechnungen) und der allgemeinen Atmosphärenphysik (zum Beispiel der Turbulenzprognose) basiert. Anders als Modelle, die sich auf Einzelaspekte wie die mittlere Strahlungstemperatur oder Windströmungen und Turbulenzen konzentrieren, simuliert ENVI-met als erste Software ihrer Art sämtliche Wechselwirkungen zwischen Gebäude- und Bodenflächen, Pflanzen und Umgebungsluft. Typische Anwendungsbereiche sind Architektur, Landschaftsarchitektur und Stadtplanung.

## ENVI-met in der Wissenschaft
In der Wissenschaft wird ENVI-met interdisziplinär verwendet, um die Einflüsse fortschreitender Urbanisierung – etwa durch Flächenversiegelung, eingesetzte Oberflächenmaterialien und veränderte Städtetopographien – auf das städtische Mikroklima und die menschliche Gesundheit zu untersuchen und klimagerechte Planung zu ermöglichen. Seit 2022 vergibt das Unternehmen den ENVI-met UNI LAB Award für klimagerechte Planungsprojekte an Studierende der Architektur und ähnlicher Fachrichtungen. Erste Preisträgerin ist Gursharan Randhawa, Alumna der University of Westminster in London. Sie untersuchte den Einfluss der Bepflanzung öffentlicher Flächen auf Bodenhöhe, Erhöhung der Albedo von Pflastersteinen und Begrünung von Wänden und Dächern an Gebäuden auf den thermischen Komfort und die Luftqualität im Stadtteilzentrum Nehru Place in Neu-Delhi, Indien.

## Analyseumfang
- Solaranalyse: Das Modell kann für beliebige Orte der Welt Analysen für ein ganzes Jahr erstellen und dreidimensionale Sonnen- und Schattensimulationen ausarbeiten.
- Bauphysik: ENVI-met bietet die Möglichkeit, den Wärme- und Feuchtigkeitstransport an der Fassade aller Gebäude im Modellgebiet zu modellieren.
- Grüne Technologien: ENVI-met berücksichtigt die individuelle Photosyntheserate verschiedener Pflanzen und verfügt über ein Vegetationsmodell, das die Evapotranspiration, die CO2-Aufnahme und die Blatttemperatur darstellen kann.
- Blaue Technologien: Ein Zusatzmodul der ENVI-met Software ermöglicht die Simulation der Ausbreitung und Verdunstung von Spritzwasser und den damit verbundenen Kühleffekt auf die Lufttemperatur.
- Windströmung: Wind und Turbulenz beeinflussen das Mikroklima maßgeblich. ENVI-met verwendet das RANS-Modell zur Simulation der Windströmung und ein Zweigleichungsmodell für die kinetische Energie der Turbulenz. Die Windverhältnisse können an jedem beliebigen Punkt oder an den Fassaden der verschiedenen Gebäude innerhalb des Modells bestimmt werden.
- Thermische Behaglichkeit im Freien: Durch die Möglichkeit, biometeorologische Indizes wie die Physiologische Äquivalenttemperatur (PET) oder den Universellen Thermischen Klimaindex (UTCI) auf der Grundlage lokaler Bedingungen zu berechnen, ermöglicht ENVI-met die Simulation des Wärmeempfindens einer Person an einem beliebigen Punkt in einem Modellgebiet.
- Bioklimatologie/Schadstoffausbreitung: Die Schadstoffausbreitung von z. B. Feinstaub, Stickstoffdioxid oder bodennahem Ozon kann simuliert werden, um die Luftqualität in Städten zu bewerten.

## Unternehmensgründung
Das Software-Modell wurde seit 1994 vom deutschen Geographen und Geoinformatiker Michael Bruse stetig weiterentwickelt. Im Jahr 2014 erfolgte die Gründung der ENVI-met GmbH durch Michael Bruse und Daniela Bruse. Seit 2018 ist der Geoinformatiker und Co-Author der Software Helge Simon Partner im Unternehmen.

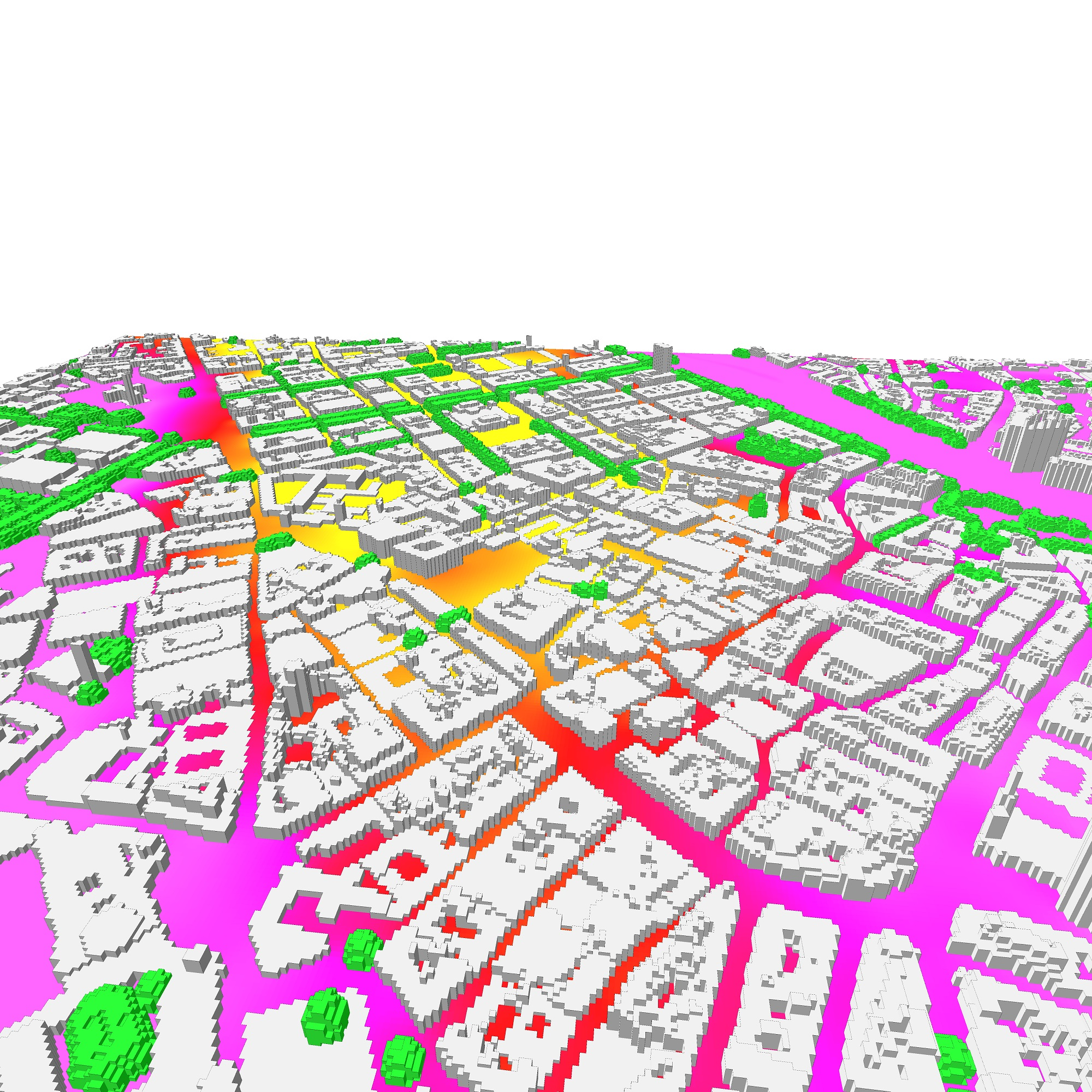
Analyse des thermischen Komforts für Mensch und Vegetation